# The Greatest Songs of the Fifties
The Greatest Songs of the Fifties é um álbum de estúdio de Barry Manilow, lançado em 2005.